# Pleuranthodendron lindenii
Pleuranthodendron lindenii är en videväxtart som först beskrevs av Turczaninov, och fick sitt nu gällande namn av H. Sleum.. Pleuranthodendron lindenii ingår i släktet Pleuranthodendron och familjen videväxter. Inga underarter finns listade i Catalogue of Life.